# Alexandr Godunov
Alexandr Borisovici Godunov (în rusă Алекса́ндр Бори́сович Годуно́в, transliterat: Alexandr Borisovici Godunov  / Boris este numele tatălui) (n. 28 noiembrie 1949 Sahalin – 18 mai 1995, Los Angeles, USA) a fost un dansator de balet și actor rus.

## Filme
- 1996: Zona 99 - The Nuclear Target (The Zone)
- 1994: North
- 1992: „Spaceshift” (Waxwork II: Lost in Time)
- 1990: The Runestone
- 1988: „A muri încet”
- 1986: „Cadoul costă prea mult” (The Money Pit)
- 1985: „Singurul martor”
- 1978: 31 iyunya
- 1974: Anna Karenina (Balet transpus pe ecran)